# Route 37A (Colombie-Britannique)
La Route 37A, connue comme la Stewart Highway et la Glacier Highway, est une route de 65 km (40 mi) reliée à la route 37. Elle débute à la frontière canado-américaine à Stewart et prend fin à la jonction de la route 37 à Meziadin Junction au nord du lac Meziadin,.

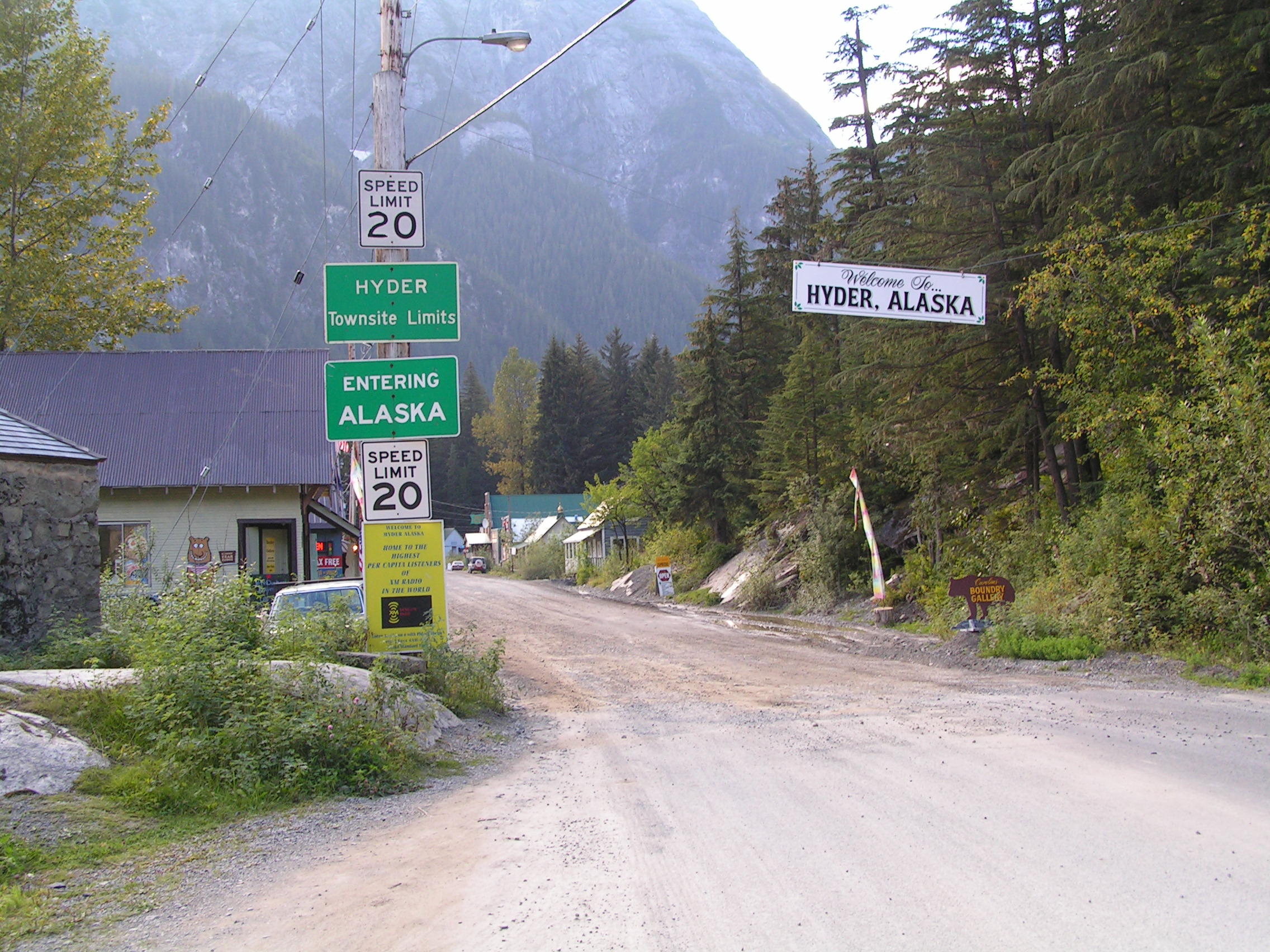
Le terminus ouest de la route 37A à la frontière canado-américaine, à Hyder (Alaska), près de Stewart.

La route continue à la frontière de l'Alaska comme International Street à Hyder. Elle mène à la Forêt national de Tongass.
La route est sujette aux avalanches au Col Bear. C'est pour cette raison qu'un programme anti-avalanche est en fonction dans le secteur.

## Intersections majeures
| District régional     | Ville             | km    | Destinations                                           | Notes                               |
| --------------------- | ----------------- | ----- | ------------------------------------------------------ | ----------------------------------- |
| Kitimat-Stikine       | Stewart           | 0,00  | International Street – Hyder                           | Continue en Alaska                  |
| Kitimat-Stikine       | Stewart           | 0,00  | Frontière canado-américaine                            |                                     |
| Kitimat-Stikine       | Meziadin Junction | 65,11 | BC-37 (Route Stewart-Cassiar) – Terrace, Prince George | La BC-37A est devient la BC-37 nord |
| - Transition de route |                   |       |                                                        |                                     |